# نوسازگاری
نوسازگاری یا تغییر کارکرد (انگلیسی: Exaptation) و اصطلاح مربوط به به عضویت برگزیدن تغییر در عملکرد یک صفت را در طول فرگشت توصیف می‌کند. به عنوان مثال، یک صفت می‌تواند تکامل یابد زیرا یک عملکرد خاص را انجام می‌دهد، اما متعاقباً ممکن است در خدمت به عملکرد دیگری مورد استفاده قرار بگیرد. نوسازگاری هم در آناتومی و هم در رفتار رایج است.
پرهای پرندگان یک نمونه کلاسیک هستند. در ابتدا ممکن است برای تنظیم دما تکامل یافته باشند، اما بعداً برای پرواز سازگار شدند. هنگامی که برای اولین بار از پرها برای کمک به پرواز استفاده شد، این یک استفاده گزاف بود. آن‌ها از آن زمان به‌منظور بهبود پرواز توسط انتخاب طبیعی شکل گرفته‌اند، بنابراین در وضعیت کنونی‌شان به‌عنوان سازگاری برای پرواز در نظر گرفته می‌شوند؛ بنابراین در مورد بسیاری از ساختارها است که در ابتدا عملکردی به عنوان یک نوسازگاری به خود گرفتند: هنگامی که برای یک عملکرد جدید قالب‌گیری می‌شوند، بیشتر برای آن عملکرد سازگار می‌شوند.